# The Battle Hymn of the Republic
The Battle Hymn of the Republic (O Hino de Batalha da República) é uma canção patriótica americana composta por Julia Ward Howe em 1861 e que se tornou muito popular durante a Guerra Civil Americana.
Julia Howe adaptou sua música da canção dos soldados "John Brown's Body" em novembro de 1861 e a publicou no The Atlantic Monthly em fevereiro de 1862. Em contraste com a letra da canção dos soldados, a sua versão liga a causa da União à vingança de Deus no Dia do Juízo Final. Julia foi casada com Samuel Gridley Howe, um estudioso da educação de cegos. Tanto Samuel como Julia também foram líderes ativos na política anti-escravidão e fortes apoiadores da União durante a Guerra Civil Americana. Samuel foi um membro do chamado "Secret Six", o grupo que financiou o trabalho de John Brown.
Essa obra foi interpretada por diversos cantores e bandas. A banda norte-americana Stryper gravou a canção em seus álbuns, Soldiers Under Command, e esta se tornou uma das músicas mais recorrentes nos seus concertos. Semelhantemente, a banda brasileira Oficina G3 gravou-a em um álbum, Indiferença, além de ter gravado uma versão instrumental com um solo de guitarra inspirado na canção norte-americana. Além desses, também a gravaram Judy Garland, Eef Barlezay, Coro do Tabernáculo Mórmon  e vários outros artistas. Ela também serviu como base para An American Trilogy, (adaptada por Mickey Newbury e interpretada por Elvis Presley), In the name of God  (Dream Theater), These Things Take Time (The Smiths) e muitas outras canções.

## Letra
Howe publicou as seguintes letras da canção em 1862 na revista The Atlantic Monthly.

### Versão Original
| Mine eyes have seen the glory of the coming of the Lord; He is trampling out the vintage where the grapes of wrath are stored; He hath loosed the fateful lightning of His terrible swift sword: His truth is marching on. (Refrão) Glory, Glory, hallelujah! Glory, glory, hallelujah! His truth is marching on. I have seen Him in the watch-fires of a hundred circling camps, They have builded Him an altar in the evening dews and damps; I can read His righteous sentence in the dim and flaring lamps: His day is marching on. (Refrão) Glory, glory, hallelujah! His day is marching on. I have read a fiery gospel writ in burnished rows of steel: "As ye deal with my contemners, so with you my grace shall deal"; Let the Hero, born of woman, crush the serpent with his heel, Since God is marching on. (Refrão) Glory, glory, hallelujah! Since God is marching on. He has sounded forth the trumpet that shall never call retreat; He is sifting out the hearts of men before His judgment-seat; Oh, be swift, my soul, to answer Him! Be jubilant, my feet! Our God is marching on. (Refrão) Glory, glory, hallelujah! Our God is marching on. In the beauty of the lilies Christ was born across the sea, With a glory in His bosom that transfigures you and me. As He died to make men holy, let us die* to make men free, While God is marching on. (Refrão) Glory, glory, hallelujah! While God is marching on. |  | Os meus olhos viram a glória da vinda do Senhor; Ele está pisoteando a colheita onde as uvas da ira estão armazenadas; Ele libertou o relâmpago fatídico da Sua terrível espada repentina: A Sua verdade está marchando. (Refrão) Glória, glória, Aleluia! A sua verdade está marchando. Eu tenho-O visto nas fogueiras de centenas de campos, Eles construíram-Lhe um altar no anoitecer de orvalho húmido; Eu consigo ler A sua justa frase à lâmpada brilhante e turva: O Seu dia está marchando. |

## No Brasil
No Brasil a canção tornou-se bastante divulgada através dos hinários evangélicos, como por exemplo no Cantor Cristão, nº 112, no Hinário Adventista, nº 152 e na Harpa Cristã, nº 525, onde está intitulada Vencendo Vem Jesus. No Hinário Luterano, da Igreja Evangélica Luterana do Brasil (IELB), edição de 2016, encontramos o hino sob nº 531 e com duas melodias alternativas: HYFRYDOL e BATTLE HYMN. Em 1998, Nelson Ned regravou a canção no álbum intitulado "O Poder da Fé". No hinário da Igreja de Jesus Cristo dos Santos dos Últimos Dias, o hino é intitulado "Já Refulge a Glória Eterna". Versões da secular canção também são muito conhecidas na Igreja Católica, sendo utilizadas como Hino de Louvor (Glória) nas Missas, encontros, retiros e grupos de oração. 